# Bill Johnson (predikant)
Bill Johnson, född 1951, är en amerikansk predikant och författare. Han är tillsammans med sin hustru Beni pastor i Bethel Church i Redding i Kalifornien.
Johnsons far var pastor och samtliga av hans tre syskon är även de pastorer. Själv började han som pastor i Weaverville, Kalifornien 1979. År 1987 åkte han på en konferens som hölls av John Wimber, som grundat Vineyard-rörelsen och fick se helanden och manifestationer. År 1995 åkte han till Torontovälsignelsen och fick fortsatt inspiration. Johnson tog över som pastor i Bethel Church 1996.[källa behövs]

## Kritik
Johnson har bland annat kritiserats för samröre med den omstridde predikanten Todd Bentley även om kritiken sällan varit saklig. I samband med presidentvalet i USA 2016 tog Johnsson ställning för den omstridde kandidaten Donald Trump vilket ledde till häftig kritik både från liberala, men också evangelikala, kristna.